# Рід Суґавара

Мон роду Суґавара

Рід Суґавара (яп. 菅原氏, Суґавара-удзі) — японський самурайський рід, представники якого протягом періодів Нара і Хейан обіймали посади вчителів, лікарів та поетів при імператорському дворі. Члени цього клану уславилися вченістю, знанням канонів й церемоніалу.

## Історія
Суґавара є гілкою роду Хадзі (土師, «глиняних справ майстри»). Їхнім предком вважався Аменоо-сіномімі з синтоїстської міфології. Прізвище Хадзі отримав Номі-но-сукуне, що поховав дружину разом з глиняними фігурками, започаткувавши традицію поховання з цими фігурками замість убивства наложниць померлих чоловіків. Саме рід Хадзі опікувався підготування до поховань знаті й членів імператорської родини. З посиленням на початку VIII століття традицій буддизму (відбувалася кремація замість поховання) значення діяльності Хадзі підупало. Згодом підтримував рід Соґа, але після поразки того 645 року вимушений був перейти на бік переможців. У 672 році під час смути Дзіннін представники Хадзі перебували на боці принца Оами, що зумів захопити трон. Цей рід обіймав переважно посади кокусі або їхніх заступників, найбільшим був п'ятий чиновницький ранг. Разом з тим його представники мали титул сукуне (третій у системі кабане).
781 року імператор Камму надав Хайдзі но Фурухіто, заступнику камі (губернатора) провінції Тотомі нове ім'я Суґавара («Поле осоки»), яке походить від розташування родинного маєтку на захід від столиці Нара. До 797 року рід отримав титул асон.
Важливішою сферою діяльності представників цього клану було фахове володіння книжковою мудрістю, знаннями, багато членів роду Суґавара були викладачами Вищої школи чиновників (Дайгаку), вчителями принців та спадкоємців трону, лікарями, зокрема знаними майстрами акупунктури. Завдяки цьому домоглися підвищення свого соціального статусу, набуття посад та чиновницьких рангів, але лише окремі зуміли увійти до дайдзьокану (Вищої державної ради). Також серед Суґавара були знанні поети. Відомі до кінця періоду Камакура.

## Відомі представники
- Хайдзі но Фурухіто
- Суґавара но Кійотомо (770—842), син попереднього, голова Вищої чиновничої школи, дипломат
- Суґавара но Йосінусі (808—852), камі (губернатор) провінцій Ісе і Етідзен
- Суґавара но Кадзінарі, імператорський лікар
- Суґавара но Хіросада (д/н—870), автор медичної збірки «Дайдо-руйдзю»
- Суґавара но Мінецуґу (792—869)), син попереднього, автор підручника з медицина «Кінрампьо»
- Суґавара но Корейосі (812—880), вчений, брав участь у складанні праці «Хроніка уряду Монтоку»
- Суґавара но Мітідзане (845—903), син попереднього, науковець і поет
- Суґавара но Ацухіге, син попереднього, науковець і поет
- Нобуко, донька Суґавара но Мітідзане, дружина 6 рангу імператора Уда
- Суґавара но Такасуе-но-мусуме (1008—д/н), поетеса
- Суґавара но Таменага (1158—1246), поет, вчитель майбутнього імператора Цутімікадо
- Суґавара но Арікане (1248—1321), науковець, вчитель майбутнього імператора Ханадзоно